# Moeka Minami
Moeka Minami (南 萌華, Minami Moeka), née le 7 décembre 1998, est une footballeuse internationale japonaise jouant au poste de défenseure centrale à Brighton & Hove Albion FC.

## Biographie

### En club
Minami commence sa carrière en 2017 avec le club du Urawa Red Diamonds. Elle signe à l'AS Rome en 2022.

### En équipe nationale
En 2014, elle est sélectionnée en équipe du Japon des moins de 17 ans pour disputer la Coupe du monde féminine des moins de 17 ans en 2014, remportée par le Japon.
En 2018, elle est sélectionnée en équipe du Japon des moins de 20 ans pour disputer la Coupe du monde féminine des moins de 20 ans en 2018, remportée par le Japon. Elle joue 6 matches en tant que capitaine; elle remporte le titre de « Bronze Ball » du tournoi.
Le 2 mars 2019, elle fait ses débuts avec l'équipe nationale japonaise lors de la SheBelieves Cup 2019, contre l'équipe du Brésil. Elle participe à la Coupe du monde 2019. Elle compte 10 sélections en équipe nationale du Japon.

## Statistiques
Le tableau ci-dessous présente les statistiques de Moeka Minami en équipe nationale
| Équipe du Japon | Équipe du Japon | Équipe du Japon |
| Année           | Matchs          | Buts            |
| --------------- | --------------- | --------------- |
| 2019            | 10              | 0               |
| Total           | 10              | 0               |

## Palmarès
- Vainqueur de la Coupe du monde des moins de 20 ans 2018
- Vainqueur de la Coupe du monde des moins de 17 ans 2014